# Palmarès du festival du court métrage de Clermont-Ferrand
 (août 2022).
Si vous disposez d'ouvrages ou d'articles de référence ou si vous connaissez des sites web de qualité traitant du thème abordé ici, merci de compléter l'article en donnant les références utiles à sa vérifiabilité et en les liant à la section « Notes et références ».
 (août 2022).
La mise en forme du texte ne suit pas les recommandations de Wikipédia : il faut le « wikifier ».
Les points d'amélioration suivants sont les cas les plus fréquents :
- Les titres sont pré-formatés par le logiciel. Ils ne sont ni en capitales, ni en gras.
- Le texte ne doit pas être écrit en capitales (les noms de famille non plus), ni en gras, ni en italique, ni en « petit »…
- Le gras n'est utilisé que pour surligner le titre de l'article dans l'introduction, une seule fois.
- L'italique est rarement utilisé : mots en langue étrangère, titres d'œuvres, noms de bateaux, etc.
- Les citations ne sont pas en italique mais en corps de texte normal. Elles sont entourées par des guillemets français : « et ».
- Les listes à puces sont à éviter, des paragraphes rédigés étant largement préférés. Les tableaux sont à réserver à la présentation de données structurées (résultats, etc.).
- Les appels de note de bas de page (petits chiffres en exposant, introduits par l'outil «  Source ») sont à placer entre la fin de phrase et le point final[comme ça].
- Les liens internes (vers d'autres articles de Wikipédia) sont à choisir avec parcimonie. Créez des liens vers des articles approfondissant le sujet. Les termes génériques sans rapport avec le sujet sont à éviter, ainsi que les répétitions de liens vers un même terme.
- Les liens externes sont à placer uniquement dans une section « Liens externes », à la fin de l'article. Ces liens sont à choisir avec parcimonie suivant les règles définies. Si un lien sert de source à l'article, son insertion dans le texte est à faire par les notes de bas de page.
- La présentation des références doit suivre les conventions bibliographiques. Il est recommandé d'utiliser les modèles {{Ouvrage}}, {{Chapitre}}, {{Article}}, {{Lien web}} et/ou {{Bibliographie}}. Le mode d'édition visuel peut mettre en forme automatiquement les références.
- Insérer une infobox (cadre d'informations à droite) n'est pas obligatoire pour parachever la mise en page.

Pour une aide détaillée, merci de consulter Aide:Wikification.
Si vous pensez que ces points ont été résolus, vous pouvez retirer ce bandeau et améliorer la mise en forme d'un autre article.
Le Festival du court métrage de Clermont-Ferrand décerne chaque année différents prix aux courts métrages en compétition.
Parmi une trentaine de prix et dotations, certains font l'objet d'une remise du trophée Vercingétorix : il est remis aux lauréats du grand prix, prix spécial du jury et prix du public pour chacune des compétitions (internationale, labo, nationale).

## 1982
- Compétition nationale (France)
  - Grand Prix : Du crime considéré comme un des beaux-arts de Frédéric Compain
  - Prix du public : Tap-tap balloon de Patrick Lambert
  - Mention spéciale du jury : Conservez votre billet jusqu'à la sortie de Patrick Brunie et Peine perdue d'Alain Massonneau

## 1983
- Compétition nationale (France)
  - Grand Prix : Au fin porcelet de Roy Lekus et La Dragonne de François Dupeyron
  - Prix du Public : Le Perroquet des îles de Jean-Luc Gaget et Je reviens de suite de Henri Gruvman
  - Prix de la presse : Si je réponds pas, c'est que je suis mort de Christine Van De Putte et Les Sorties de Charlerine Dupas (I : l'été) de Joseph Morder

## 1984
- Compétition nationale (France)
  - Grand Prix : Star Suburb : la banlieue des étoiles de Stéphane Drouot
  - Prix Spécial du Jury : Maman que man de Lionel Soukaz
  - Prix du Public : Le Clou de Philippe Le Guay
  - Prix d'Interprétation Féminine : pour Sylviane Simonet dans Oh ! la menteuse, elle est amoureuse de Florence Rousseau
  - Prix du Meilleur Film d'Animation : Râ de Thierry Barthes et Pierre Jamin
  - Prix de la presse : Le Secret de la dame en noir de Michel Kaptur
  - Mention Spéciale du Jury : Oh ! la menteuse, elle est amoureuse de Florence Rousseau, Habibi de Françoise Prenant et Peut-être la mer de Rachid Bouchareb

## 1985
- Compétition nationale (France)
  - Grand Prix : Éponine de Michel Chion
  - Prix Spécial du Jury : Chicken-kitchen de Vincent Hachet
  - Prix du Public : La Combine de la girafe de Thomas Gilou
  - Prix de la presse : Ragazzo de Vincent Martorana
  - Mention Spéciale du Jury : La Vago de Aïssa Djabri, Moi j'en veux des baisers dans la sciure de Frédéric Tangy et Un petit prince de Radovan Tadic
- Compétition internationale
  - Grand Prix : E pericoloso sporgersi de Jaco Van Dormael (Belgique)
  - Prix du Public : L' Etau-bus de Alain Chartrand (Canada)

## 1986
- Compétition nationale (France)
  - Grand Prix : Adèle Frelon est-elle là ? de Laurence Ferreira Barbosa
  - Prix Spécial du Jury : La Poupée qui tousse de Farid Lahouassa
  - Prix du Public : Alger la blanche de Cyril Collard
  - Prix d'Interprétation Féminine : pour Marie Matheron dans La Lettre à Dédé de Manuel Poirier
  - Prix d'Interprétation Masculine : pour Olivier Achard dans Classique de Christian Vincent
  - Prix Canal + : Alger la blanche de Cyril Collard
  - Prix de la presse : Poussière d'étoiles de Agnès Merlet
  - Mention Spéciale du Jury : Film à mon père de Patrice Onfray, Duty free shop de Michel Campioli, Une fille de Henri Herré, Criminal tango de Solweig Von Kleist, L' Objectif (The Shot) de Jean-Pierre Ronssin et Premiers mètres de Pierre-Oscar Levy
- Compétition internationale
  - Grand Prix : Aziotaz biletow na czas de Alina Skiba (Pologne)
  - Prix du Public : Aelia de Dominique de Rivaz (Suisse)
  - Mention Spéciale du Jury : Departure de Suri Krishnamma (Royaume-Uni) et Fièvre jaune taximan de Jean-Marie Teno (Cameroun)

## 1987
- Compétition nationale (France)
  - Grand Prix et Prix du Public : La Goula de Roger Guillot
  - Prix spécial du Jury ex aequo : In Transit de Cédric Klapisch et Les Arcandiers de Manuel Sanchez

## 1988
- Compétition nationale (France)
  - Grand Prix : Interim de Jean-Pierre Améris
  - Prix spécial du Jury : Elle et lui de François Margolin
  - Prix du Public : Amnésia de Pierre-Henri Salfati
- Compétition internationale
  - Grand Prix : Poezdka k synu de Vladimir Tumaev (URSS)
  - Prix du Public : L'Homme qui plantait des arbres de Frédéric Back (Canada)

## 2005[1]
- Compétition nationale (France)
  - Grand prix : La peur, petit chasseur de Laurent Achard
  - Prix Spécial du Jury : La femme seule de Brahim Fritah
  - Prix de la Meilleure Création Sonore : La peur, petit chasseur de Laurent Achard
  - Prix du Public : Signe d’appartenance de Kamel Chérif
  - Prix de la Jeunesse : Le droit chemin de Mathias Gokalp
  - Prix Canal + : Nicole et Daniel de David Fauche
  - Prix de la Meilleure Première Œuvre de Fiction (SACD) : Disparu de Frédéric Weigel
  - Prix du Meilleur Film d’Animation : Signes de vie de Arnaud Demuynck
  - Meilleure comédienne : Anne Coesens dans Dans l’ombre, de Olivier Masset-Depasse
  - Meilleur comédien : Frank Sautrez dans De retour, de Jalil Lespert
  - Prix Procirep du producteur de court métrage : Les films sauvages (Jean-Christophe Soulageon)
  - Prix Attention Talent FNAC : After Shave (Beyrouth, après-rasage) de Hany Tamba
  - Prix de la Presse : Céleste de Valérie Gaudissart

- Compétition internationale
  - Grand Prix : L’autre rêve américain (El otro suñeo americano) de Enrique Arroyo (Mexique)
  - Prix Spécial du Jury : Contre la course du soleil (Proty Sontsya) de Valentin Vasyanovych (Ukraine)
  - Prix de la Meilleure Création Sonore : Blanc sur bleu (Baltos demes melyname) de Ramunas Greicius (Lituanie)
  - Prix du Meilleur Film d’Animation : Insomnie (Bezmiegs) de Vladimir Lesciov (Lettonie)
  - Prix du Public : Alice et moi de Micha Wald (Belgique)
  - Prix de la Jeunesse : Ailleurs en ce pays (Everything In This Country Must) de Gary McKendry (Royaume-Uni, Etats-Unis)
  - Prix Canal+ : Coupe (Cut) de Royston Tan (Singapour)
  - Prix de la Presse : La peur, petit chasseur de Laurent Achard (France)
  - Prix du rire " Fernand-Raynaud " à Alice et moi de Micha Wald (Belgique)

- Compétition Labo
  - Grand Prix : Sometimes de Pleix
  - Prix du Public : La solution finale (The Final Solution) de Phil Mulloy
  - Prix Canal + : Oh mon Dieu (Oh My God) de John Bryant
  - Prix de la Presse à : Le rasoir du naufragé (The Raftman’s Razor) de Keith Bearden

## 2006
- Compétition nationale :
  - Prix spécial du Jury : Les Princesses de la piste de Marie Hélia

## 2009
- Compétition nationale (France)
  - Grand Prix : Forbach de Claire Burger
  - Prix Spécial du Jury : C'est plutôt genre Johnny Walker d'Olivier Babinet
  - Prix du Public : Séance familiale de Cheng-Chui Kuo
  - Prix Audi : Dix de Bif
  - Prix de la Meilleure Musique Originale (SACEM) : Mei Ling de François Leroy et Stephanie Lansaque
  - Prix Meilleure 1re Œuvre de Fiction : Une sauterelle dans le jardin de Marie-Baptiste Roches
  - Prix Procirep du Producteur de court métrage : à la société AURORA FILMS, Charlotte Vincent pour La Résidence Ylang Ylang de Hachimiya Ahamada
  - Prix ADAMI d'interprétation, Meilleure Comédienne : Chloé Berthier dans La Raison de l'autre de Foued Mansour
  - Prix ADAMI d'interprétation, Meilleur Comédien : Jacky Ido dans Bunker de Manuel Schapira
  - Prix du Meilleur Film d'Animation francophone SACD : Skhizein de Jérémy Clapin
  - Prix de la Jeunesse : Corpus/corpus de Christophe Loizillon
  - Prix Canal + : Citizen Versus Kane de Shaun Severi
  - Prix "Attention Talent" FNAC : Harash de Ismaël El Maoula El Iraki
  - Prix de la Presse : Alter ego de Cedric Prevost
  - Mention Spéciale du Jury : L' Ondée de David Coquard-Dassault; Harash de Ismaël El Maoula El Iraki; Peau neuve de Clara Elalouf; Génocidé de Stéphane Valentin
  - Mention Spéciale du Jury Jeunes : Ich bombe de Daniel Klein
  - Mention du Jury Presse : Les Paradis perdus de Hélier Cisterne
  - Mention Spéciale d'Interprétation du Jury ADAMI : Jérémy Azencott dans Alter ego de Cedric Prevost
- Compétition internationale
  - Grand Prix : Everyday Everyday de Chui Mui Tan
  - Prix Spécial du Jury : L' Arbitro de Paolo Zucca
  - Prix du Public : Andong de Rommel Milo Tolentino
  - Prix du Meilleur Film d'Animation : Seemannstreue  de Anna Kalus
  - Prix de la Jeunesse : Luksus de Jaroslaw Sztandera
  - Prix Canal + : The Blindness of the Woods de Javier Lourenço et Martin Jalfen
  - Prix des Médiathèques (CVS) : The Ground Beneath de René Hernandez
  - Prix de la Presse : Andong  de Rommel Milo Tolentino
  - Prix du Rire Fernand Raynaud : Succes de Diederik Ebbinge
  - Mention Spéciale du Jury : The Woman Who Is Beating the Earth de Tsuki Inoue; Naglinn de Benedikt Erlingsson
  - Mention du Jury (Mention spéciale de Teona Strugar Mitevska, John Smith et de Xian Min Zhang) : Three of Us d'Umesh Kulkarni
  - Mention du Jury Jeunes : The Ground Beneath de René Hernandez
  - Mention du Jury Presse : The Ground Beneath de René Hernandez
- Compétition labo
  - Grand Prix : Muto de Blu
  - Prix Spécial du Jury : Lila du Broadcast Club
  - Prix du Public : Yellow Sticky Notes de Jeff Chiba Stearns
  - Prix Audi : The Control Master de John Wrake
  - Prix Canal + : My Rabit Hoppy d'Anthony Lucas
  - Prix de la Presse Télérama : Lila du Broadcast Club
  - Mention Spéciale du Jury : Muro de Tião ; Inukshuk de Camillelvis Thery; Codswallop de Myles McLeod et Greg M

## 2010
- Compétition nationale (France)
  - Grand Prix : Dónde está Kim Basinger ? de Edouard Deluc
  - Prix du Public : Comme le temps passe de Cathy Verney
  - Prix "Attention Talent" FNAC : Logorama de Ludovic Houplain, Hervé de Crecy, François Alaux, H5
  - Prix Spécial du Jury : Annie de Francia de Christophe Le Masne
  - Prix de l'ACSE (Agence nationale pour la Cohésion Sociale et l'Egalité des chances) : Dounouia d'Olivier Broudeur et Anthony Quéré
  - Prix de la meilleure musique originale (SACEM) : Je criais contre la vie. Ou pour elle de Vergine Keaton - Musique : Vale Poher
  - Prix de la Première Oeuvre de Fiction (S.A.C.D) : Le frère de Julien Darras
  - Prix ADAMI d'interprétation - Meilleure comédienne : Mathilde Bisson dans Sur mon coma bizarre glissent des ventres de cygnes de Vincent Cardona
  - Prix ADAMI - Meilleur comédien : Guillaume Briat dans Dans le décor d'Olivier Volcovici
  - Prix du Meilleur Film d'Animation francophone (S.A.C.D) : Fard de David Alapont et Luis Briceno
  - Prix de la Jeunesse : Wakefield de Laurent Bébin et François Valla
  - Prix Canal + : Dónde está Kim Basinger ? de Edouard Deluc
  - Prix de la Presse nationale SFR : Une vie d'Emmanuel Bellegarde
  - Prix Procirep du producteur de court métrage : Sacrebleu Productions
- Compétition internationale
  - Grand Prix : Blue Sofa de Pippo Delbono, Giuseppe Baresi, Lara Fremder
  - Prix du Public : Sinna mann de Anita Killi
  - Prix Spécial du Jury : Ella de Hanne Larsen
  - Prix du Meilleur Film d'Animation : Sinna man (L'homme en colère) d'Anita Killi
  - Prix de la Jeunesse : Efecto domino (Effet domino) de Gabriel Gauchet
  - Prix Canal + : Glenn Owen Dodds de Frazer Bailey
  - Prix des Médiathèques : I love Luci (J'aime Luci) de Colin Kennedy
  - Prix de la Presse internationale SFR : On the run with abdul (En cavale avec Abdul) de David Lalé, James Newton et Kristan Hove
- Compétition labo
  - Grand Prix : Petite Anatomie de l'image de Olivier Smolders
  - Prix du Public : Photograph of Jesus de Laurie Hill
  - Prix Spécial du Jury : Marker (Les terres) de Susanna Wallin
  - Prix Audi Labo : A family portrait (Un portrait de famille) de Joseph Pierce
  - Prix Canal + : Mrdrchain d'Ondrej Svadlena
  - Prix de la Presse Télérama : A family portrait (Un portrait de famille) de Joseph Pierce

## 2011
- Compétition nationale (France)
  - Grand Prix : Tremblay-en-France de Vincent Vizioz
  - Prix du Public : L' Accordeur de Olivier Treiner
- Compétition internationale
  - Grand Prix : Kawalek lata de Marta Minorowicz (Pologne)
  - Prix du Public : Suiker de Jeroen Annokkée
- Compétition labo
  - Grand Prix : Night Mayor de Guy Maddin
  - Prix du Public : Big Bang Big Boom de Blu

## 2012
- Compétition nationale (France)
  - Grand Prix : Ce qu'il restera de nous de Vincent Macaigne
  - Prix spécial du Jury : La Sole, entre l'eau et le sable d'Angèle Chiodo
  - Prix du Public : La France qui se lève tôt de Hugo Chesnard
  - Prix de l'ACSE : Mollement, un samedi matin de Sofia Djama
  - Prix de la meilleure musique originale (SACEM) : The monster of Nix (Le monstre de Nix) Rosto
  - Prix de la meilleure photographie (Nikon) : Pyskessa de Duncan et Kirran Bruce - Directeur de la photographie : Juan Camilo Olmos
  - Prix de la meilleure première œuvre de fiction (S.A.C.D) ex aequo : Le facteur humain de Thibault Le Texier
  - Prix de la meilleure première œuvre de fiction (S.A.C.D) ex aequo : Mollement, un samedi matin de Sofia Djama
  - Prix ADAMI d'interprétation - Meilleure comédienne : Laurie Lévêque dans Petite Pute de Claudine Natkin
  - Prix ADAMI d'interprétation - Meilleur comédien : Sébastien Houbani dans La tête froide de Nicolas Mesdom
  - Prix du Meilleur Film d'Animation francophone (S.A.C.D) : Contes de faits de Jumi Yoon
  - Prix de la Jeunesse : Double mixte de Vincent Mariette
  - Prix Canal + : La mystérieuse disparition de Robert Ebb de Clément Bolla, François-Xavier Goby et Matthieu Landour
  - Prix de la presse Télérama : Ce qu'il restera de nous de Vincent Macaigne
  - Prix Procep du producteur de court métrage : Ecce Films d'Emmanuel Chaumet
- Compétition internationale
  - Grand Prix : Guest de Ga Eun Yoon (Corée du Sud)
  - Prix du Public : Curfew de Shawn Christensen (États-Unis)
  - Prix spécial du Jury : Einspruch VI (Protestation VI) de Rolando Colla (Suisse)
  - Prix du Meilleur Film d'Animation : Keha mälu (La mémoire du corps) d'Ulo Pikkov (Estonie)
  - Prix de la Jeunesse : Posledny autobus (Le dernier bus) d'Ivan Laucikova et Martin Snopek (Slovaquie)
  - Prix Canal + : The Unliving (Les non-vivants) de Hugo Lilja (Suède)
  - Prix des Médiathèques : Tuba atlantic de Hallvar Witzø (Norvège)
- Compétition labo
  - Grand Prix : il Capo de Yuri Ancarani (Italie)
  - Prix du Public : Wind Over Lake de Jeorge Elkin (Royaume-Uni, Écosse)
  - Prix spécial du Jury : Bobby yeah de Robert Morgan (Royaume-Uni)
  - Prix Canal + : Belly (Ventre) de Julia Pott (Royaume-Uni)
  - Prix du Rire "Fernand Raynaud" : Condenados (Condamnés) de Guillermo Garcia Carsi (Espagne)

## 2013
- Compétition nationale (France)
  - Grand Prix, Prix du Public, Prix de la Jeunesse et Prix de la Presse Télérama : Avant que de tout perdre de Xavier Legrand
  - Prix spécial du jury : Le sens de l'orientation de Fabien Gorgeart
  - Prix ACSE (Agence nationale pour la Cohésion Sociale et l'Égalité des chances) : Rodri de Franco Lolli (France, Colombie)
  - Prix de la meilleure musique originale (SACEM) : Tram de Michaela Pavlatova (France, République Tchèque) Musique : Petr Marek
  - Prix de la meilleure photographie (Nikon) : Ce chemin devant moi de Mohamed Bourokba dit Hamé et Lisières de Grégoire Colin - Directeur de la photographie : Léo Hinstin
  - Prix de la meilleure première œuvre de fiction (SACD) : T'étais où quand Michael Jackson est mort ? de Jean-Baptiste Pouilloux (France, 2013)
  - Prix du meilleur film d'animation francophone (SACD) : Vie et Mort de l'illustre Grigori Efimovitch Raspoutine de Céline Devaux (France, 2013)
- Compétition internationale
  - Grand Prix : Para armar un helicóptero de Izabel Acevedo (Mexique)
  - Prix du Public : Penny Dreadful de Shane Atkinson (États-Unis)
- Compétition labo
  - Grand Prix et Prix du Public : A Story For the Modlins de Sergio Oksman (Espagne)

## 2014
- Compétition nationale (France)
  - Grand Prix : La lampe au beurre de yak de Hu Wei (France, Chine, 2013)
  - Prix Spécial du Jury : Molii de Carine May, Mourad Boudaoud, Yassine Qnia et Hakim Zouhani (France, 2013)
  - Prix du Public et Prix Procirep du Producteur : Inupiluk de Sébastien Betbeder (France, 2013)
  - Prix de la Meilleure Musique Originale (SACEM) et Prix de la Meilleure Photographie (Nikon) : Scars of Cambodia d'Alexandre Liebert (France, 2013)
  - Prix ADAMI d'Interprétation : Adel Bencherif dans La Fugue de Jean-Bernard Marlin (France, 2013)
  - Prix ADAMI d'Interprétation : Nina Mélo dans Vos violences d'Antoine Raimbault (France, 2013)
  - Prix de la Meilleure Première Œuvre de Fiction (Prix SACD) : T'étais où quand Michael Jackson est mort ? de Jean-Baptiste Pouilloux (France, 2013)
  - Prix du Meilleur Film d'Animation Francophone (SACD) : Lettres de femmes de Augusto Zanovello (France, 2013)
  - Prix Canal+ : Trucs de gosse d'Emilie Noblet (France, 2013)
  - Prix de l'ACSE (Agence nationale pour la Cohésion Sociale et l'Égalité des chances) : Todo se puede d'Elias Belkeddar (France, 2013)
  - Prix de la Presse Télérama : La Fugue de Jean-Bernard Marlin (France, 2013)
  - Mention spéciale du Jury :
    - Martine Schaambacher pour son interprétation dans d'où que vienne la douleur de Khalil Cherti (France, 2013)
    - Laetitia Dosch pour son interprétation dans Ennui ennui de Gabriel Abrantes (France, 2013)
    - Extrasystole d'Alice Douard (France, 2013)
    - Pedro Malheur de Camila Beltran (France, Mexique, 2013)
    - Sexy Dream de Christophe Le Masne (France, 2013)
    - Lame de fond de Perrine Michel (France, 2013)

  - Mention du Jury Télérama et Prix Étudiant de la Jeunesse : Peine Perdue d'Arthur Harari (France, 2013)
- Compétition internationale
  - Grand Prix et Nomination "European Film Awards" : Fierté (Pride) de Pavel Vesnakov (Bulgarie, Allemagne, 2013)
  - Prix Spécial du Jury : Juke-Box d'Ilan Klipper (France, 2013)
  - Prix du Public et Prix du Rire Fernand Raynaud : Meu amigo Nietzsche de Fauston Da Silva (Brésil, 2013)
  - Prix du Meilleur film d'animation : Junk Head 1 de Takahide Hori (Japon, 2013)
  - Prix des Médiathèques (CVS) : Ud, spring over, ind de Thomas Daneskov (Danemark, 2013)
  - Prix Canal + : Sequence de Carles Torrens (États-Unis, Espagne, 2013)
  - Mention du Jury :
    - Les Jours d'avant de Karim Moussaoui (Algérie, France, 2013)
    - Namo de Salah Salehi (Iran, 2013)
    - Olga de Kaur Kokk (Estonie, 2013)
    - Zima de Cristina Picchi (Russie, 2013)

  - Coup de Cœur Canal + Family : Mia de Wouter Bongaerts (Belgique, Pays-Bas, 2013)
  - Prix Étudiant de la Jeunesse : Ojcze Masz de Kacper Lisowski (Pologne, 2013)
- Compétition Labo
  - Grand Prix et Prix du Public : Noah de Patrick Cederberg et Walter Woodman (Canada, 2013)
  - Prix Spécial du Jury : Montana en sombra de Lois Patino (Espagne, 2013)

## 2015
- Compétition nationale
  - Grand Prix : Ton cœur au hasard d'Aude Léa Rapin (France, 2014)
  - Prix Spécial du Jury et Prix du Public : Guy Moquet de Demis Herenger (France, 2014)
  - Prix Égalité et Diversité : Leftover de Tibor Bànòczki et Sarolta Szabo (France, 2014)
  - Prix de la meilleure musique originale (SACEM) : Black Diamond de Samir Ramdani (France, 2014)
  - Prix de la meilleure photographie (Nikon) : Burudanga de Anaïs Ruales Borja (France, 2014)
  - Prix de la meilleure première œuvre de fiction (S.A.C.D.) : Son seul de Nina Maïni (France, 2014)
  - Prix ADAMI d'interprétation : Julie Chevallier dans Ton cœur au hasard de Aude Léa Rapin (France, 2014) et Daniel Vannet dans Perrault, La Fontaine, mon cul ! de Ludovic et Zoran Bouchera et Hugo P. Thomas (France, 2014) et Ich Bin Eine Tata de Ludovic et Zoran Bouchera, Marielle Gautier, Hugo P. Thomas (France, 2014).
  - Prix Étudiant de la Jeunesse : Perrault, La Fontaine, mon cul ! de Ludovic et Zoran Bouchera et Hugo P. Thomas (France, 2014)
  - Prix Canal + : Le dernier des céfrans de Pierre-Emmanuel Urcun (France, 2014)
  - Prix de la Presse Télérama : Vous voulez une histoire ? d'Antonin Peretjatko (France, 2014)
  - Prix du Rire "Fernand Raynaud" : Tarim le brave contre les mille et un effets de Guillaume Rieu (France, 2014)
- Compétition internationale
  - Grand Prix : Hole (film) (en) de Martin Edralin (Canada, 2014)
  - Prix Spécial du Jury : Minsu Kim in Wonderland de Chan-yang (Corée du Sud, 2014)
  - Prix du Public : Père de Lofti Achour
  - Prix du meilleur film d'animation : Somewhere Down The Line de Julien Regnard (Irlande, 2014)
  - Prix du meilleur film d'animation francophone (S.A.C.D) : Deep Space de Bruno Tondeur (Belgique, 2014)
  - Prix Étudiant de la Jeunesse : Futile Garden de Ghazaleh Soltani (Iran, 2014)
  - Prix Canal + : De Smet de Thomas Baerten, Wim Geudens (Pays-Bas, Belgique, 2014)
  - Prix des Médiathèques : Thread de Virginia Kennedy (Malaisie, 2014)
- Compétition Labo
  - Grand Prix : Sieben Mal Am Tag Beklagen Wir Unser Los Und Nachts Stehen Wir Auf, Um Nicht Zu Träumen de Susann Maria Hempel (Allemagne, 2014)
  - Prix Spécial du Jury : Cams de Carl-Johan Westregård (Suède, 2014)
  - Prix du Public : S de Richard Hajdú (Royaume-Uni - Hongrie, 2014)
  - Prix Canal + : Ser e Voltar de Xacio Baño (Espagne, 2014)

## 2016
- Compétition nationale
  - Grand Prix : Les Amours vertes de Marine Atlan (France, 2015)
  - Prix spécial du jury : Le Repas dominical de Céline Devaux (France, 2015)
  - Prix du Public : Ennemis intérieurs de Sélim Azzazi (France, 2015)
  - Prix Égalité et Diversité : Réplique de Antoine Giorgini (France, Belgique, 2015)
  - Prix de la meilleure musique originale (SACEM) : Dans les eaux profondes de Sarah Van Den Boom (France, Canada, 2015)
  - Prix de la meilleure photographie (Nikon) : L'île jaune de Paul Guillaume et Léa Mysius (France, 2015)
  - Prix du meilleur film d'animation francophone (SACD) : Le Repas dominical de Céline Devaux (France, 2015)
  - Prix ADAMI d'interprétation : Florence Fauquet dans Une sur trois de Cecilia de Arce (France, 2015) et Eddy Suiveng dans Réplique de Antoine Giorgini (France, Belgique, 2015)
  - Prix Étudiant : Ennemis intérieurs de Sélim Azzazi (France, 2015)
  - Prix Canal + : Fais le mort de William Laboury
  - Prix de la Presse Télérama : Le gouffre de Vincent Le Port (France, 2015)
  - Prix du rire "Fernand Raynaud" : Première séance de Jonathan Borgel (France, 2015)
- Compétition internationale
  - Grand Prix: Las Cosas Simples d'Alvaro Anguita (Chili, 2015)
  - Prix Spécial du Jury : Die Badewanne de Tim Ellrich (Autriche, Allemagne, 2015)
  - Prix du Public : Madam Black de Ivan Barge (Nouvelle-Zélande, 2015)
  - Prix du meilleur film d'animation : Dernière porte au sud de Sacha Feiner (Belgique, France, 2015)
  - Prix Étudiant : Babor Casanova de Karim Sayad (Algérie, Suisse, 2015)
  - Prix Canal + : El Hueco de Daniel Martin Rodriguez et Germán Tejada (Pérou, 2015)
- Compétition Labo
  - Grand Prix : Eden's Edge (Three Shorts on the Californian Desert) de Leo Calice et Gerhard Treml (Autriche, 2015)
  - Prix Spécial du Jury : Hotaru de William Laboury (France, 2015)
  - Prix du Public : Ghost Cell de Antoine Delacharlery (France, 2015)
  - Prix Canal + : Greener Grass de Paul Briganti (États-Unis, 2015)

## 2017
- Compétition nationale
  - Grand Prix : Le film de l'été de Emmanuel Marre (France/Belgique, 2016)
  - Prix Spécial du Jury : Féfé Limbé de Julien Silloray (France/Guadeloupe, 2016)
  - Prix du Public : Panthéon Discount de Stéphan Castang (France, 2016)
  - Prix Égalité et Diversité : Koropa de Laura Henno (France, 2016)
  - Prix de la meilleure musique originale (SACEM) : En cordée de Matthieu Vigneau (France, 2016)
  - Prix de la meilleure photographie (Nikon) : Le petit de Lorenzo Bianchi (France, 2016)
  - Prix du meilleur film d'animation francophone (S.A.C.D.) : Totems de Paul Jadoul (France/Belgique, 2015)
  - Prix de la meilleure première oeuvre de fiction (S.A.C.D) : Dirty south de Olivier Strauss (France, 2016)
  - Prix ADAMI d'interprétation : Angélique Gernez dans Chasse royale de Lise Akoka et Romane Gueret (France, 2016), et Pierre Valcy dans Féfé Limbé de Julien Silloray (France/Guadeloupe, 2016)
  - Prix Étudiant : Panthéon Discount de Stéphan Castang (France, 2016)
  - Prix Canal + (ex aequo) : La république des enchanteurs de Fanny Liatard et Jérémy Trouilh (France, 2016), et Les misérables de Ladj Ly (France, 2016)
  - Prix de la Presse Télérama : Herculanum de Arthur Cahn (France, 2016)
- Compétition internationale
  - Grand Prix: DeKalb Elementary (en) de Reed Van Dyk (Etats-Unis, 2016)
  - Prix Spécial du Jury : Home de Daniel Mulloy (Royaume-Uni, 2016)
  - Prix du Public : Como yo te amo de Fernando García-Ruiz Rubio (Espagne, 2016)
  - Prix du meilleur film d'animation : Cipka de Renata Gąsiorowska (Pologne, 2016)
  - Prix Étudiant : The world in your window de Zoe McIntosh (Nouvelle-Zélande, 2016)
  - Prix Canal + : Battalion to my beat de Eimi Imanishi (Etats-Unis/Algérie/Sahara Occidental, 2016)
  - Prix du meilleur film documentaire (documentaire sur grand écran) : Estilhaços de José Miguel Ribeiro (Portugal, 2016)
  - Prix du rire "Fernand Raynaud" : Como yo te amo de Fernando García-Ruiz Rubio (Espagne, 2016)
- Compétition Labo
  - Grand Prix : Green Screen Gringo de Douwe Dijkstra (Pays-Bas, 2016)
  - Prix Spécial du Jury : Hopptornet de Maximilien van Aertryck et Axel Danielson (Suède, 2016)
  - Prix du Public : Hopptornet de Maximilien van Aertryck et Axel Danielson (Suède, 2016)
  - Prix Canal + : Play Boys de Vincent Lynen (Belgique, 2016)
  - Prix Festivals Connexion - région Auvergne-Rhône-Alpes : Time Rodent de Ondrej Svadlena (France/République Tchèque, 2016)

## 2018
- Compétition nationale
  - Grand Prix : Kötü Kiz de Ayce Kartal (France/Turquie, 2017)
  - Prix Spécial du Jury : Vihta de François Bierry (France/Belgique, 2017)
  - Prix du Public : Les Indes galantes de Clément Cogitore (France, 2017)
  - Prix Égalité et Diversité : The barber shop de Gustavo Almenara et Emilien Cancet (France, 2017)
  - Prix de la meilleure musique originale (SACEM) : Braguino de Clément Cogitore (France/Finlande, 2017)
  - Prix Canal + : Little Jaffna de Lawrence Valin (France, 2017)
  - Prix ADAMI d'interprétation (meilleure comédienne) : Sigrid Bouaziz dans La nuit je mens de Aurélia Morali (France, 2017) et Les vies de Lenny Wilson de Aurélien Vernhes-Lermusiaux (France, 2017)
  - Prix ADAMI d'interprétation (meilleur comédien) : Florent Gouëlou dans Un homme mon filsde Florent Gouëlou (France, 2017)
  - Prix de la meilleure première oeuvre de fiction (SACD) : Pourquoi j'ai écrit la Bible de Alexandre Steiger (France, 2017)
  - Prix Étudiant : Gros Chagrin de Céline Devaux (France, 2017)
  - Prix de la Presse Télérama : Les vies de Lenny Wilson de Aurélien Vernhes-Lermusiaux (France, 2017)
- Compétition internationale
  - Grand Prix: Drzenia de Dawid Bodzak (Pologne, 2018)
  - Prix Spécial du Jury : Skuggdjur de Jerry Carlsson (Suède, 2017)
  - Prix du Public : Bonobo de Zoel Aeschbacher (Suisse, 2017)
  - Prix du meilleur film d'animation : Min börda de Niki Lindroth von Bahr (Suède, 2017)
  - Prix du meilleur film d'animation francophone : Le marcheur de Frédéric Hainaut (Belgique, 2017)
  - Prix Étudiant : Ligne noire de Mark Olexa et Francesca Scalisi (Suisse, 2017)
  - Prix Canal + : Skuggdjur de Jerry Carlsson (Suède, 2017)
  - Prix du rire "Fernand Raynaud" : Etat d'alerte sa mère de Sébastien Petretti (Belgique, 2017)
- Compétition Labo
  - Grand Prix : Retour de Pang-Chuan Huang (France, 2017)
  - Prix Spécial du Jury : Everything de David O'Reillyb (Etats-Unis/Irlande, 2017)
  - Prix du Public : Black America Again de Bradford Young (Etats-Unis, 2016)
  - Prix Canal + : Rebirth is necessary de Jean Nkiru (Royaume-Uni, 2017)
  - Prix des effets visuels (Allegorithmic) : Reruns de Rosto (France/Belgique/Pays-Bas, 2018)
  - Prix Festivals Connexion - région Auvergne-Rhône-Alpes : Ondes noires de Ismaël Joffroy Chandoutis (France, 2017)
  - Prix du meilleur film documentaire (documentaire sur grand écran) : Proch de Jakub Radej (Pologne, 2017)

## 2019
- Compétition nationale
  - Grand Prix : Ce magnifique gâteau ! de Emma De Swaef et Marc James Roels (France/Belgique/Pays-Bas, 2018)
  - Prix Spécial du Jury : Jupiter ! de Carlos Abascal Peiró (France, 2018)
  - Prix du Public : Nefta Football Club de Yves Piat (France, 2018)
  - Prix Égalité et Diversité : Braquer Poitiers de Claude Schmitz (France, 2018)
  - Prix de la meilleure musique originale (SACEM) : Guillaume Bachelé pour La Chanson de Tiphaine Raffier (France, 2018)
  - Prix Canal + : Tigre de Delphine Deloget, 2018)
  - Prix ADAMI d'interprétation (meilleure comédienne) : Imane Laurence dans Côté coeur de Héloïse Pelloquet (France, 2018)
  - Prix ADAMI d'interprétation (meilleur comédien) : François Créton dans Beautiful Loser de Maxime Roy (France, 2018)
  - Prix de la meilleure première oeuvre de fiction (SACD) : Beautiful Loser de Maxime Roy (France, 2018)
  - Prix du meilleur film d'animation francophone (SACD): Cadavre exquis de Stéphanie Lansaque et François Leroy (France, 2018)
  - Prix Étudiant : Las cruces de Nicolas Boone (France, 2018)
  - Prix de la Presse Télérama : Pauline asservie de Charline Bourgeois-Tacquet (France, 2018)
  - Prix du rire "Fernand Raynaud" : Pile Poil de Lauriane Escaffre et Yvonnick Muller (France, 2018)
  - Mentions spéciales du jury national : Souvenir inoubliable d'un ami de Wissam Charaf (France/Liban, 2018), Pauline asservie de Charline Bourgeois-Tacquet (France, 2018), Mort aux codes de Léopold Legrand (France, 2018), Côté coeur de Héloïse Pelloquet (France, 2018) et La chanson de Tiphaine Raffier (France, 2018).
- Compétition internationale
  - Grand Prix : Cadoul de Craciun de Bogdan Mureșanu (Roumanie, 2018)
  - Prix Spécial du Jury : Leoforos Patision de Thanasis Neofotistos (Grèce, 2018)
  - Prix du Public : Skin de Guy Nattiv (États-Unis, 2018)
  - Prix du meilleur film d'animation : Tracing Addai de Esther Niemeier (Allemagne, 2018)
  - Prix Étudiant : Binnu ka Sapna de Kanu Behl (Inde, 2018)
  - Prix Canal + : Leoforos Patision de Thanasis Neofotistos (Grèce, 2018)
  - Prix des effets visuels (Allegorithmic) : Twenty One Points de Pete Circuitt (Nouvelle-Zélande, 2018)
  - Mentions spéciales du jury international : Desecho de Julio O. Ramos (Pérou/États-Unis, 2018) et Brotherhood de Meryam Joobeur (Tunisie/Canada/Qatar, 2018)
- Compétition Labo
  - Grand Prix : Last Year When the Train Passed by de Pang-Chuan Huang (France, 2018)
  - Prix Spécial du Jury : Swatted de Ismaël Joffroy Chandoutis (France, 2018)
  - Prix du Public : The passage de Kitao Sakurai (États-Unis, 2018)
  - Prix Canal + : The passage de Kitao Sakurai (États-Unis, 2018)
  - Prix Festivals Connexion - région Auvergne-Rhône-Alpes : The Sound of Falling" de Chien Yu Lin (Royaume-Uni/Taïwan/Colombie, 2018)
  - Prix du meilleur film documentaire (documentaire sur grand écran) : Last Year When the Train Passed by de Pang-Chuan Huang (France, 2018)
  - Mentions spéciales du jury labo : María de Los Esteros de Eugenio Gómez Borrero (Colombie, 2018) et Fest de Nikita Diakur (Allemagne, 2018)

## 2020
- Compétition nationale
  - Grand Prix : Olla de Ariane Labed (France, 2019)
  - Prix Spécial du Jury : Clean with me (After dark) de Gabrielle Stemmer (France, 2019)
  - Prix du Public : Mémorable de Bruno Collet (France, 2019)
  - Prix Égalité et Diversité : Amour(s) de Mathilde Chavanne (France, 2019)
  - Prix Étudiant : Olla de Ariane Labed (France, 2019)
  - Prix Canal + : Raout Pacha de Aurélie Reinhorn (France, 2019)
  - Prix Procirep du producteur de court métrage : Moutons, loup et tasse de thé de Marion Lacourt (France, 2019)
  - Prix des effets visuels (ADOBE) : Mémorable de Bruno Collet (France, 2019)
  - Mentions spéciales du jury national : 
    - La maison (pas très loin du Donegal) de Claude Le Pape (France, 2019)
    - Genius Loci de Adrien Merigeau (France, 2019)

  - Prix de la meilleure musique originale (SACEM) : 
    - Massacre de Maïté Sonnet (France, 2019)
    - Champ de bosses de Anne Brouillet (France, 2019)

  - Prix du meilleur film d'animation francophone (SACD): Traces de Sophie Tavert Macian et Hugo Frassetto (France, Belgique, 2019)
  - Prix de la meilleure oeuvre de fiction (SACD) : Olla de Ariane Labed (France, 2019)
  - Prix ADAMI d'interprétation (meilleure comédienne) : Megan Northam dans Miss Chazelles de Thomas Vernay (France, 2019)
  - Prix ADAMI d'interprétation (meilleur comédien) : Lawrence Valin dans The Loyal Man (Un homme loyal) de Lawrence Valin (France, 2019)
  - Prix du rire "Fernand Raynaud" : Raout Pacha de Aurélie Reinhorn (France, 2019)
  - Prix de la Presse Télérama : Disciplinaires de Antoine Bargain (France, 2019)
  - Mentions du jury Presse : La maison (pas très loin du Donegal) de Claude Le Pape (France, 2019)
- Compétition internationale
  - Grand Prix : Da Yie de Anthony Nti (Belgique, Ghana, 2019)
  - Prix Spécial du Jury : All The Fires the Fire (Tous les feux le feu) de Efthimis Kosemund Sanidis (Grèce, 2019)
  - Prix du Public : The Present (cadeau) de Farah Nabulsi (Palestine, Qatar, 2019)
  - Prix du meilleur film d'animation : Pulsión (Pulsion) de Pedro Casavecchia (Argentine, France, 2019)
  - Prix Étudiant : City of Children (ville des enfants) de Arantxa Hernández Barthe (Royaume-Uni, 2019)
  - Prix Canal +/Cine + : I väntan på döden (En attendant la mort) de Isabelle Björklund et Lars Vega (Suède, 2019)
  - Prix du meilleur film européen : Invisivel Heroi (Invisible héros) de Cristèle Alves Meira (Portugal, France, 2019)
  - Prix du meilleur film documentaire : Quebramar (Brise-lames) de Cris Lyra (Brésil, 2019)
  - Mentions spéciales du jury international : 
    - Mascot (mascotte) de Leeha Kim (Corée du Sud, 2019)
    - The Water Will Carry Us (eau nous emportera) de Shasha Huang (Chine, 2019)
    - Family Plot (Conspiration familiale) de Shuichi Okita (Japon, 2019)

  - Mentions spéciales du jury Étudiant : An Arabian Night (Une nuit arabe) de Pierre Mouzannar (Royaume-Uni, Liban, 2019)
- Compétition Labo
  - Grand Prix : Günst ul vándrafoo (Rafales de vie sauvage) de Jorge Cantos (Espagne, 2019)
  - Prix Spécial du Jury : Freeze Frame (Arrêt sur image) de Soetkin Verstegen (Belgique, Allemagne, Finlande, 2019)
  - Prix du Public : California On Fire (Californie en flammes) de Jeff Frost (États-Unis, 2018)
  - Prix Festivals Connexion - région Auvergne-Rhône-Alpes : Zombies" de  Baloji (Belgique, Congo Rep. Dem., 2019)
  - Mentions spéciales du jury labo : 
    - Average Happiness (stats en folie) de Maja Gehrig (Suisse, 2019)
    - Blessed Land (Un endroit sacré)) de Lan Pham Ngoc (Vietnam, 2019)
    - El Infierno y Tal (enfer, etc.) de Enrique Buleo (Espagne, 2019)

## 2021
- Compétition nationale
  - Grand Prix : Mat et les gravitantes
  - Prix Spécial du Jury : Palma
  - Prix du Public : Confinés dehors
  - Prix Égalité et Diversité : Vas-y voir
  - Prix Étudiant : Mat et les gravitantes
  - Prix Canal + : The Nightwalk
  - Prix Procirep du producteur de court métrage : Lionel Massol et Pauline Seigland
  - Prix des effets visuels : Maalbeek
  - Prix de la meilleure musique originale : The Nightwalk
  - Prix du meilleur film d'animation francophone : Souvenir Souvenir

## 2022
- Compétition nationale
  - Grand Prix : Le Roi David
  - Prix Spécial du Jury : Astel
  - Prix du Public : Partir un jour
  - Prix Étudiant : Le Roi David
  - Prix Canal + : Sidéral
  - Prix Procirep du producteur de court métrage : Jeanne Ezvan et Marthe Lamy
  - Prix des effets spéciaux : Les Larmes de la Seine
  - Prix du meilleur film d'animation francophone : Noir-soleil